# Associazione Calcio Alcamo 1979-1980
Questa voce raccoglie le informazioni riguardanti l'Associazione Calcio Alcamo nelle competizioni ufficiali della stagione 1979-1980.

## Rosa
| N. |                   | Ruolo | Calciatore           |
| -- | ----------------- | ----- | -------------------- |
|    | Italia (bandiera) | D     | Giuseppe Alogna      |
|    | Italia (bandiera) | D     | Sebastiano Artale    |
|    | Italia (bandiera) | P     | Giacomo Bursi        |
|    | Italia (bandiera) | C     | Michele Cassano      |
|    | Italia (bandiera) | C     | Riccardo Chico       |
|    | Italia (bandiera) | D     | Angelo Cracchiolo    |
|    | Italia (bandiera) | P     | Gioacchino Dragma    |
|    | Italia (bandiera) | D     | Giovanni Famiglietti |
|    | Italia (bandiera) | C     | Leonardo Giacalone   |

| N. |                   | Ruolo | Calciatore        |
| -- | ----------------- | ----- | ----------------- |
|    | Italia (bandiera) | A     | Michele Marullo   |
|    | Italia (bandiera) | C     | Sergio Nocera     |
|    | Italia (bandiera) | C     | Giuseppe Noto     |
|    | Italia (bandiera) | C     | Giovanni Pecoraro |
|    | Italia (bandiera) | A     | Vito Renis        |
|    | Italia (bandiera) | A     | Angelo Rotondo    |
|    | Italia (bandiera) | D     | Stefano Soncini   |
|    | Italia (bandiera) | A     | Gaspare Umile     |
|    | Italia (bandiera) | A     | Castrense Vaccaro |